# Rage comics

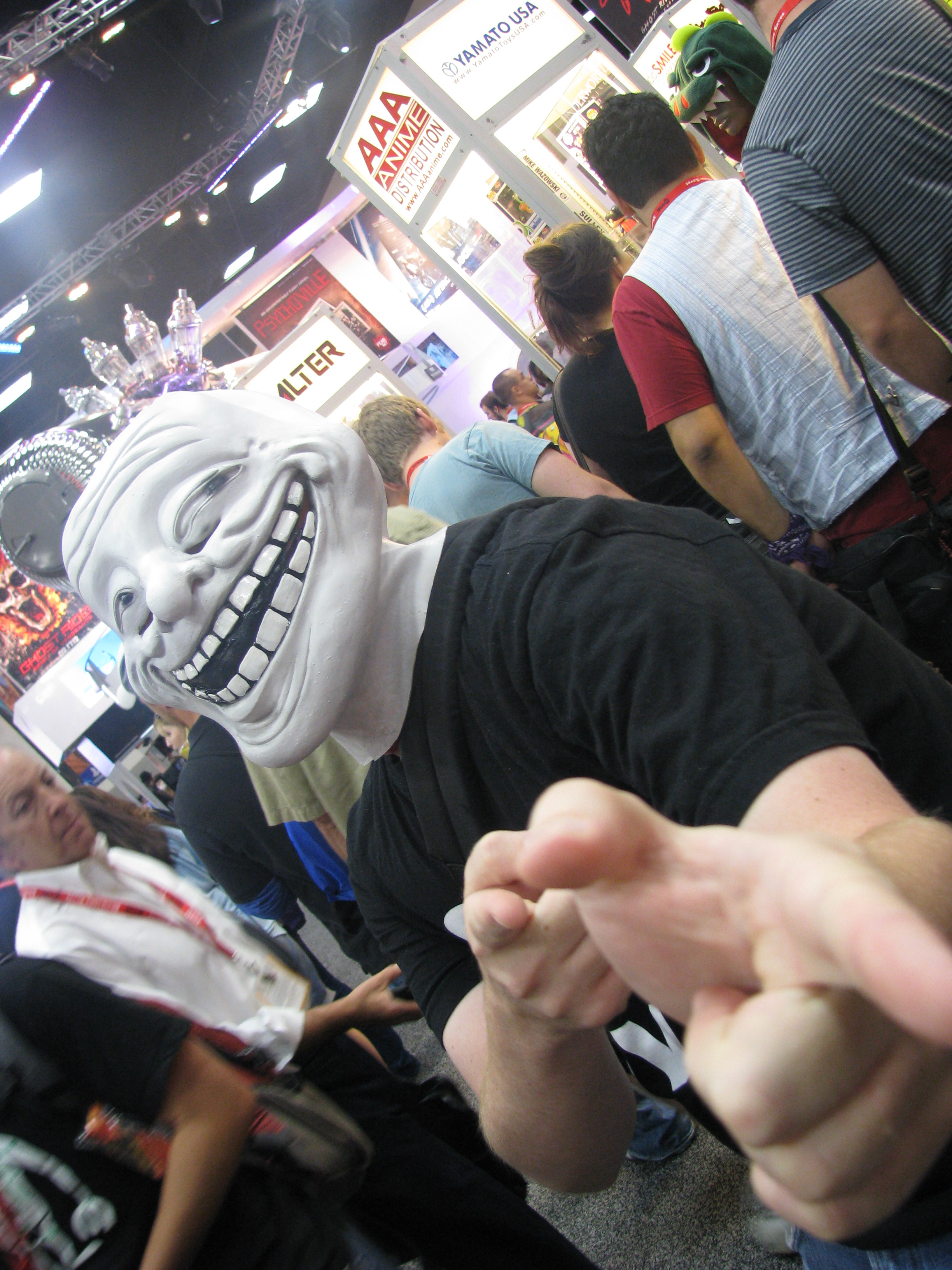
Uma pessoa fantasiada de Trollface, personagem comumente usado em rage comics

Rage comics é um fenômeno na internet que devido ao seu crescimento dentro das comunidades atingiu o status de meme de internet. Elas são tirinhas de quadrinhos feitas com desenhos extremamente simples representando situações cotidianas. Esses quadrinhos são feitos utilizando personagens conhecidos como as Rage Faces, que são rostos representando determinadas expressões, sendo que nem todas representam apenas raiva como o nome ("rage" significa "raiva" em inglês) pode sugerir à primeira vista. Este fenômeno da internet foi especialmente popular durante os primeiros anos da década de 2010, tendo se popularizado no Facebook por volta do ano de 2010.

## Histórico
As Rage Comics surgiram em 2008 no fórum do 4chan. A primeira história postada foi uma tirinha de 4 quadrinhos apresentando o primeiro personagem, o FFFUUUU Rage Guy. Essa tirinha ficou famosa e sua estrutura serviu de modelo para as que vieram logo seguida, então no princípio as tirinhas eram situações apresentadas em 4 quadrinhos que terminavam em uma explosão de raiva ou frustração.
Em 2009, o fórum Reddit abriu o subreddit "FFFFFFFUUUUUUUUUUUU", onde as pessoas começaram a criar Rage Comic exaustivamente e isso proporcionou o surgimento de muitos outros personagens. Isso, somado ao surgimento de sites (como por exemplo o Memebase Ragebuilder e o Dan Awesome`s Ragemaker) e aplicativos para celulares para criar as tirinhas proporcionou a difusão massiva das tirinhas.
Os novos personagens que surgiram representavam diversas reações, não apenas raiva como o original Rageguy, e as histórias criadas não terminavam todas em situações de extrema raiva e/ou frustração. Apesar disso o nome das tirinhas manteve-se Rage Comics.
As Rage Comics sofreram outras mudanças também ao longo do tempo. Por exemplo, elas passaram a não mais se limitar a apenas 4 quadrinhos e algumas tirinhas foram feitas com muitos quadrinhos como por exemplo a Rage Comic feita com a letra completa da música Bohemian Rhapsody do Queen.
Um Quadro mostrando o Batman estapeando o Robin extraído da revista World Finest Comics, também é bastante popular.
Também surgiram vários costumes entre as pessoas que criam essas tirinhas que se tornaram um padrão bastante constante como por exemplo substituir o artigo "o" das palavras por "le" no início das frases, ou simplesmente colocar "le" antes de denominar lugares ou ações. Esse costume teve início em uma tirinha específica no início das Rage Comics.
No Brasil os grandes responsáveis pela divulgação dos Rage Comics são blogs de conteúdo humorístico que publicam e republicam essas tirinhas diariamente.

## As Rage Faces
| Rage Face | Descrição |
| --------- | --- |
|           | Rage Guy foi o primeiro personagem a ser criado e foi o que deu origem às Rage Comics. Geralmente é utilizado para demonstrar frustração extrema e muita raiva.                                                                   |
|           | O Trollface é um meme utilizado quando alguém prega uma peça em outro. Um tipo de tirinha muito comum também com o Trollface é chamada de "Física Troll" e consiste em argumentos falsos(trolls) que distorcem as leis da física. |
|           | Y U NO Guy tem sua origem no Mangá chamado Gantz, capítulo 55. O rosto foi copiado de uma publicação de 2002 e a partir de então passou a ser usada nas Rage Comics para demonstrar frustração e indignação.                      |
|           | Me Gusta normalmente é utilizado para demonstrar situações onde alguém gosta de algo,ou algum gosto que muitos têm, mas não admitem.                                                                                              |
|           | Forever Alone é um personagem que representa solidão e abandono, simplesmente o meme mais triste de todos. |
|           | Cereal Guy geralmente é apresentado fazendo críticas sobre situações ou pessoas apontando seus defeitos. |
|           | Okay Guy é usado em situações em que o personagem se rende às circunstâncias e se entrega. |
|           | Fuck Yea demonstra uma situação em que o personagem sente-se vitorioso. |
|           | Meme de Yao Ming, onde o personagem despreza o desrespeita um feito alcançado por outro. |
|           | Challenge Accepted representa uma pessoa que foi desafiada, e essa pessoa aceita o desafio. |